# 한스 피치
한스 레인하드 피치(1968년 9월 27일 ~ 2003년 1월 16일)은 독일 바둑 프로 기사이다. 프로 기사 중 드물게 유럽 출신에 속한다
한스 피치는 1968년 독일 브레멘에서 태어났다. 12살에 바둑을 시작해서, 독일인 중 처음으로 일본기원 원생이 되었다. 그리고 1997년에 프로 입단에 성공했고, 2000년에는 4단으로 승단했다. 2003년 1월 16일, 바둑 보급활동을 위해서 방문한 과테말라에서 무장 강도에 의해 총을 맞고 인근 병원에서 숨졌다. 일본기원은 한스 피치의 죽음을 애도하기 위해 그를 6단에 추증했다.